# Riviera (гостиница и казино)
Riviera (сокр. The Riv, рус. Ривьера) — несуществующий с 2016 г. отель-казино, расположенный на бульваре Лас-Вегас Стрип, в Лас-Вегасе, штат Невада, США. Принадлежит небольшому игорному оператору Riviera Holdings Corporation. В гостинице — 2100 номеров и казино площадью 9000 м². 
6 апреля 2006 года было объявлено, что компания Riviera Holdings Corporation получила предложение о покупке со стороны частной инвестиционной группы Riv Acquisition Holdings, за которой стоят известные американские девелоперы Нил Блум, Барри Стернлихт, Пол Канавос и Скотт Бутера. Однако 29 августа 2006 года акционеры Riviera Holdings Corporation официально отклонили предложение о продаже бизнеса.
Комплекс окончательно закрыт с целью сноса всех зданий 4 мая 2015 г. 14 июня 2016 г. осуществлен контролируемый подрыв основного здания. Весь комплекс полностью взорван.

## История
Riviera была открыта 20 апреля 1955 года, это одно из старейших и самых знаменитых казино Лас-Вегаса. В момент открытия, оно было девятым развлекательным комплексом на бульваре Стрип и первым высотным.
Первым владельцем Riviera была группа инвесторов из Майами. За 50 с лишним лет работы комплекс неоднократно менял собственника: среди них одно время были и владельцы, связанные с организованной преступностью, что, впрочем, не было редкостью в Лас-Вегасе 1960-1970-х годов. Миноритарные интересы в Riviera в своё время имели и знаменитые американские комики братья Маркс, и не менее знаменитый актёр и певец Дин Мартин (одновременно выступая со своим постоянным шоу в отеле-казино).
Помимо Мартина на протяжении многих лет в Riviera на регулярной основе выступал Либераче, известный американский пианист.
В 2006 году состоялось последнее представление традиционного ревю Splash («Всплеск»), длительное время шедшего в Riviera.

## Шоу
В настоящее время в отеле-казино Riviera на постоянной основе идут 2 шоу:
- An Evening at La Cage — Драг-квин шоу, пародирующее знаменитостей;
- Crazy Girls — знаменитое в Вегасе топлес-шоу, участницам которого даже поставлен памятник перед входом в отель.

## Интересные факты
Благодаря нейтральной тематической окраске Riviera, это казино было местом съёмок ряда голливудских фильмов, среди которых:
- Одиннадцать друзей Оушена (1960);
- Остин Пауэрс: Международный человек-загадка (1997);
- Казино (1995);
- 3000 миль до Грэйсленда (2001) и др.